# Okino-shima
L'île Okino ou Okino-shima (沖ノ島, Okinoshima) est une île japonaise située en mer du Japon. Elle fait partie de la municipalité de Munakata, dans la préfecture de Fukuoka.

## Géographie
L'île, d'une superficie de 0,97 km2, se situe en mer du Japon, à 55 km au nord-ouest de Kyushu et à 65 km à l'est de Tsushima. Elle culmine à 243,6 m d'altitude.

## Site religieux
L'île est considérée comme une terre sacrée du Munakata-taisha. Un employé du sanctuaire y demeure. L'île entière est considérée comme un kami, divinité du shintō. Elle est interdite aux femmes. Chaque année, elle n'accueille qu'un maximum de 200 hommes, le 27 mai.
En 2009, elle figure sur une liste de sites japonais de la région proposés pour être inscrits au patrimoine mondial de l'UNESCO. Le comité pour le patrimoine mondial a accepté cette candidature en juillet 2017, et a inscrit l'île, le 9 juillet, sur la liste des sites culturels les plus précieux de la planète,. En conséquence de cette inscription, les visites sont interdites à partir de 2018, à l'exception des prêtres shinto et des scientifiques chargés de la préservation du site.

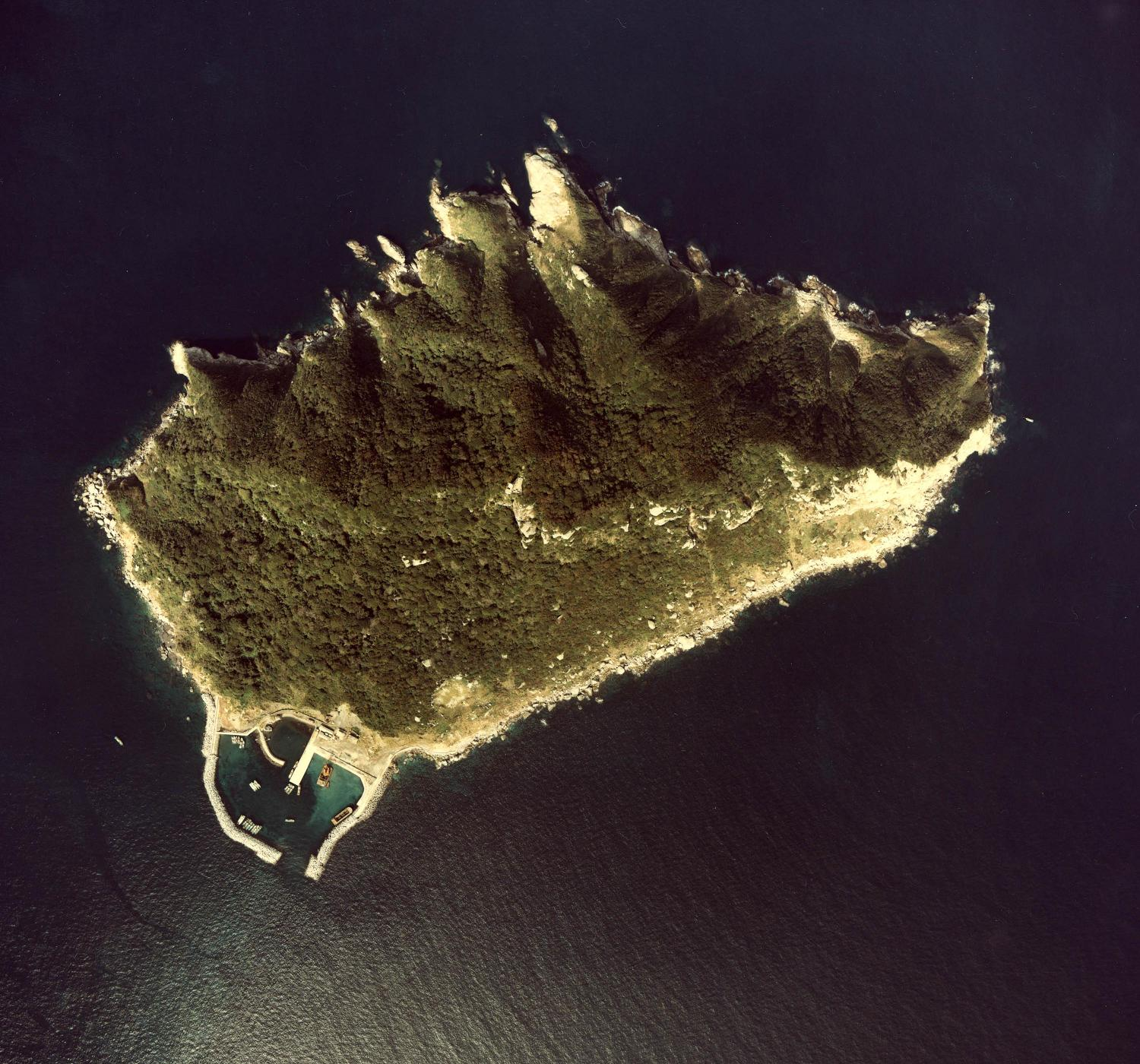
Vue aérienne.

## Histoire
Oki-no-shima aurait été une île de passage pour naviguer entre le Japon et la Corée dès le IVe siècle, tout comme les îles Tsushima et Iki.